# PDPA Players Championship Las Vegas
De PDPA Players Championship Las Vegas is een voorbereidingstoernooi in het darts op de Las Vegas Dessert Classic. 
Het toernooi werd in 2007 overtuigend gewonnen door Raymond van Barneveld. Hij versloeg achtereenvolgens Allan Matthews (3-0), Jimmy Man (3-2), Lionel Sams (3-1), Kevin Painter (3-0), landgenoot Roland Scholten (3-0) en de alom bekende en traag-gooiende Dennis Priestley (3-0). In de finale versloeg hij Terry Jenkins met 3-2 en schreef zo de PDPA Players Championsship Las Vegas op zijn naam.